# Zdzisław Górniak
Zdzisław Bolesław Michał Górniak (ur. 10 września 1912, zm. 4 września 1939 w Rychłocicach) – porucznik obserwator Wojska Polskiego.

## Życiorys
Ukończył Szkołę Podchorążych Piechoty w Komorowie. Na stopień podporucznika został mianowany ze starszeństwem z 15 października 1935 i 378. lokatą w korpusie oficerów piechoty. Później ukończył kurs obserwatorów w Centrum Wyszkolenia Lotnictwa Nr 1 w Dęblinie i został wcielony do 1 pułku lotniczego w Warszawie. Na stopień porucznika został mianowany ze starszeństwem z 19 marca 1939 i 27. lokatą w korpusie oficerów lotnictwa, grupa liniowa. W tym samym miesiącu był przydzielony do 211 eskadry bombowej na stanowisko obserwatora.
W składzie 211 eskadry bombowej walczył w kampanii wrześniowej. 4 września 1939 był dowódcą załogi, w skład której wchodzili plutonowy pilot Roman Bonkowski, kapral strzelec radiotelegrafista Józef Puchała oraz kapral strzelec radiotelegrafista Aleksander Zejdler. Wystartowali z lotniska w Kucinach na samolocie PZL P-37B Łoś nr 72-18, aby w ramach lotu bojowego zlokalizować i zbombardować hitlerowską kolumnę pancerną poruszającą się drogą Częstochowa-Wieluń. Pierwotnie mieli lecieć samolotem PZL P-37B Łoś nr 72-17, ale po wystartowaniu zawrócili, ponieważ praca silnika odbywała się z przerwami. Następnie problem stanowiło drzewo, które utrudniało wykołowanie maszyny, dopiero po jego ścięciu udało się załodze rozpocząć realizację rozkazu. 
Po wykonaniu zadania samolot został zaatakowany przez niemiecką obronę przeciwlotniczą, od pocisku zginął kpr. strz. rtg. Józef Puchała, a por. Zdzisław Górniak został ciężko ranny. Na uszkodzony samolot nad Zduńską Wolą przypuściły atak trzy samoloty Messerschmitt Bf 109E, jednego kpr. Aleksander Zajdler zestrzelił, a dwa zaprzestały ataku. Plut. Romanowi Bonkowskiemu udało się posadzić mocno uszkodzony samolot na polu pod wsią Rychłocice, niestety por. Zdzisław Górniak zmarł przed udzieleniem mu pomocy, początkowo był pochowany razem z kpr. Józefem Puchałą na cmentarzu w Giecznie, skąd po 1945 zostali ekshumowani na cmentarz wojenny w Łęczycy (grób 317). Pośmiertnie został odznaczony Krzyżem Walecznych.